# Castello di Cesnola
Il castello di Cesnola, detto anche Castelletto, è uno dei castelli medievali del comune di Settimo Vittone, in Piemonte.

## Storia

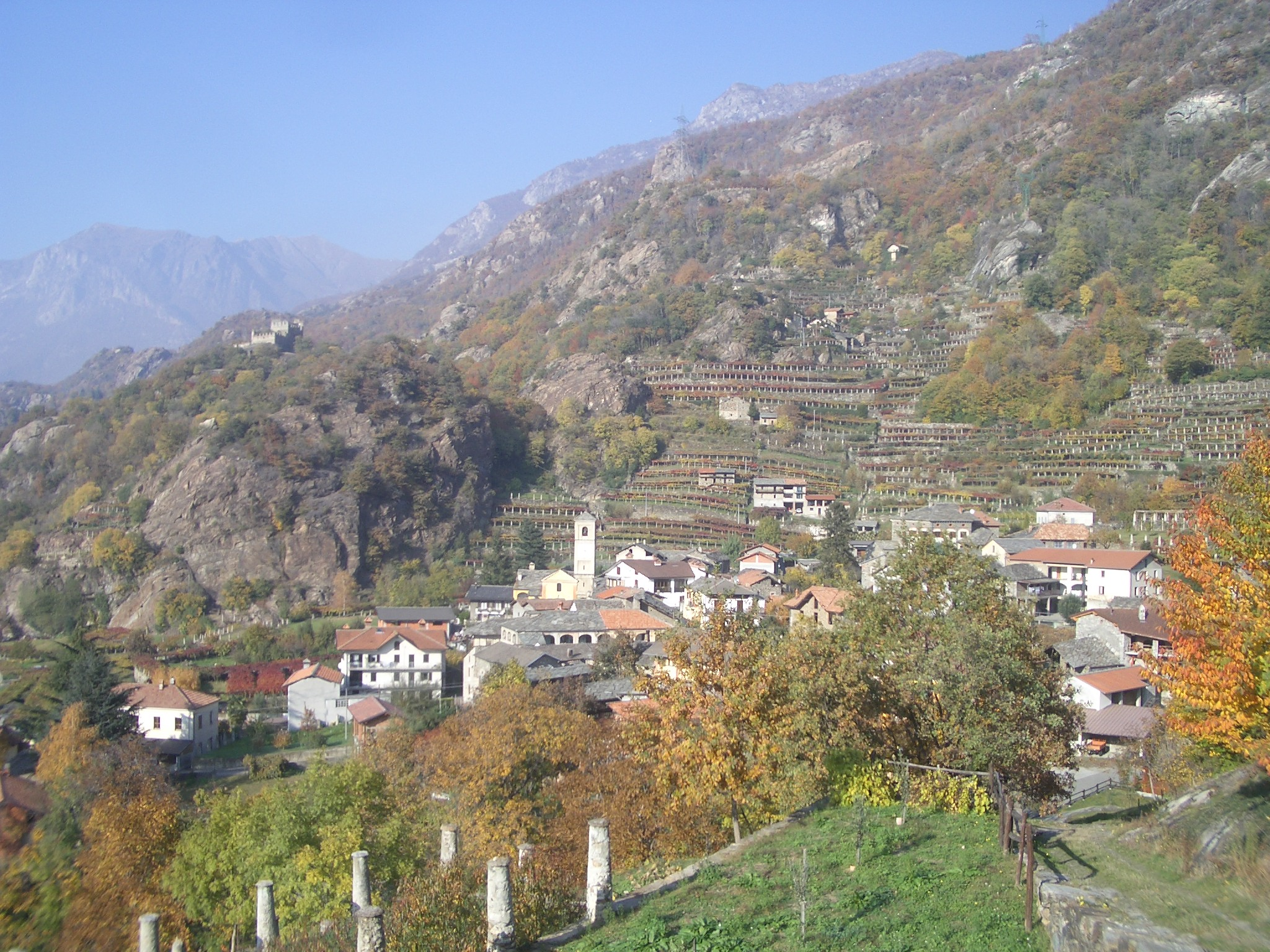
La frazione di Cesnola su cui veglia il castello, a sinistra.

Del castello di Cesnola, risalente verosimilmente all'XI secolo, si hanno poche notizie storiche.
I primi ampliamenti del castello risalgono già all'XI-XIII secolo, quando feudatari di Cesnola erano i signori di Castelletto. Di essi si ricorda tale Pantalone di Castelletto, canonico di Ivrea nel 1439. Nel XIV secolo, la discendenza dei Castelletto si confuse, per il tramite di Battistina di Castelletto andata in sposa, con quella dei signori di Settimo Vittone gli (H)Enrico divenuti conti di Cesnola.
Il castello andò parzialmente distrutto all'inizio del XVI secolo, quando il duca Carlo III di Savoia ne ordinò la demolizione.
Rimaneggiato più volte, a partire dal 1789 appartenne alla illustre famiglia dei Palma di Cesnola, la quale venne infeudata da Vittorio Amedeo III di Savoia del feudo di Cesnola.
Nel XXI secolo risulta in stato di abbandono. A novembre 2012, come già i castelli di Mazzè e di Parella, anche il castello di Cesnola è stato proposto in vendita, con una base d'asta per il castello e i terreni circostanti di 130.000 euri. Il comune si è dichiarato non interessato all'acquisto del rudere.

## Descrizione
Il castello dei Palma di Cesnola sorge su di uno sperone roccioso che anticipa la catena montuosa lungo la sinistra idrografica della Dora Baltea. Situato nell'omonima frazione lungo la via Francigena, già comune soppresso, il castello gode a sud ovest della vista sulla vallata, trovandosi allo stesso tempo in contatto visivo e ad un'altitudine prossima a quella del castello di Settimo Vittone. Il castello è raggiungibile tramite una mulattiera medievale, dispersa tra i castagni e i terrazzamenti dei vigneti coltivati a pergola, tra tupiun e massi erratici.

Fabbricato posto all'angolo nord-est, disegno di Carlo Nigra (1856-1942) sulla base di uno schizzo di Alfredo D'Andrade (1839-1915).

Nel Canavese sono relativamente scarne le testimonianze di strutture architettoniche ad uso civile di epoca romanica, rappresentate per lo più dalle torri di antichi manieri, spesso rimaneggiate nel corso dei secoli. Tra le costruzioni superstiti di quell'epoca possono essere citate: i ruderi del castello di Cesnola, la Torre di Castiglione a Candia Canavese, la torre lapidea a pianta ottagonale che si affaccia su Piazza della Repubblica a Chivasso, che rappresenta quanto resta dell'antico castello dei Marchesi del Monferrato, le torri Tellaria e Ferlanda a Pont Canavese, mentre tra gli altri edifici civili, più vistosamente rimaneggiati nel tempo, possono essere menzionati: la Torre comunale di Romano Canavese; la Torre Rossa di Bairo; il Gran Mason e la Casa degli Ugoni a Carema.
Secondo Giuseppe Giacosa, che lo include nel suo Castelli Valdostani e Canavesani del 1897, il castello di Cesnola ha molto in comune con i castelli della Valle d'Aosta. Oltre alla prossimità geografia, il Castelletto rivela un'influenza comune nello stile architettonico, detto stile primitivo, di alcuni castelli risalenti al X e all'XI secolo.
L'architetto Carlo Nigra riprende la classificazione di Giacosa e lo include nel suo Torri e castelli e case forti del Piemonte dal 1000 al secolo XVI, nel secondo tomo dedicato ai castelli valdostani.

## Architettura
Il Castello consiste in una torre, in due cinte murarie «merlate a coda di rondine a filo muro», una cappella e alcuni resti di edifici di servizio. «Tutte le costruzioni del castello sono fatte di scapoli di pietra, con gli angoli e gli stipiti delle aperture meglio lavorati».
La torre presenta muri spessi oltre 1 metro e una pianta quadrata dai lati di 5 metri. L'accesso, coronato da un arco a tutto sesto, si trova in una posizione elevata di alcuni metri rispetto al suolo, come è tipico in questo tipo di costruzioni, ed era accessibile tramite una scala rimovibile all'occorrenza, ad esempio in caso di attacco dei nemici..
La cinta muraria interna, della stessa epoca della torre secondo il Nigra, si addossa alla torre ed è di forma quadrilatera.
La cinta muraria esterna, più estesa, corre lungo il ciglio dello sperone roccioso per 175 metri: potrebbe esser stata aggiunta al castello insieme alla cappella e agli altri fabbricati, come rivelerebbero gli affreschi della cappella.

Piantina del castello (Carlo Nigra su schizzo di Alfredo D'Andrade) con lettere indicate nel testo citato.

### Gli interni

Acquarello di D'Andrade degli affreschi nella cappella del castello.